# きいやま商店SHOW
『きいやま商店SHOW』は、音楽グループきいやま商店の3人がパーソナリティを務めるラジオ番組。RBCiラジオにて放送中。

## 概要
2012年10月6日に放送開始された、きいやま商店のレギュラー番組。原則、事前収録されたものが放送される。2022年10月1日の放送より、それまでの土曜18:30より30分遅い19:00からに放送時間を変更。

## 番組内容
出典：

### オープニング
メンバーが近況報告を兼ねた雑談をする。

### 前半
以下のコーナーが週替わりでひとつ選ばれ、放送される。尚、たまにゲストが出演する時もあり、その際はゲストとメンバーとのトークが披露される。
- 早口!太刀打ち!狙い撃ち!
3人の滑舌（かつぜつ）を良くするための企画。3人に話して欲しい早口言葉をリスナーから募集し、メンバーがその早口言葉を喋るコーナー。早口言葉は既存のものでもリスナーが創作したものでも可。
- みんなの身内の話
リスナーの身内の面白いエピソードを紹介するコーナー。
- なぞなぞ!早抜け!罰ゲーム!
リスナーから送られたなぞなぞの問題の回答を、メンバーが答えるコーナー。問題は番組アシスタントが読み上げ、その後メンバーが答える。複数回問題が出され、先に出された問題に回答をしたメンバーは、放送最後の罰ゲーム（一発ギャグを披露）から逃れられ、最後に残ったメンバーが罰ゲームを担当する。
- でーどな替え歌 まるでーど!
リスナーから送られた「まるでーど!（凄くヤバイ）」なエピソードを、きいやま商店の楽曲「まるでーど!」のサビの部分の歌詞を、リスナーが替え歌にし、それをメンバーが「まるでーど!」のメロディーに合わせて歌うコーナー。披露した後に、替え歌の内容をメンバーが目をつぶって手を挙げて評価する。手が挙がった数により「0でーど!」から「3でーど!」の評価が付く。2018年9月より「3でーど!」の評価が付いた替え歌を製作したリスナーには、リョーサの「まーさんステッカー」がプレゼントされる。
- 大城謙に聞きた〜い!
メンバーの友人である、与那国島出身のミュージシャン大城謙に番組中に突然電話をし、電話を通じて雑談をするコーナー。その際、リスナーより募集した質問を、大城謙に対して質問し答えてもらうというもの。
- SNSで呼びかけてみたら
収録直前に、facebook等のSNSで募集したリスナーからのメッセージを、メンバーがコメントするコーナー。
- アポ無し！いきなし！かけてみよー！
ラジオ収録中に、メンバーの友人や親族にいきなりアポ無しで電話をかけて、雑談をするコーナー。尚、純夫おじぃがほぼ毎回出演している。
- 心理テスト
メンバーに対して、選択型の心理テストを行なうコーナー。
- オっカルトさよ！
オカルトの話が大好きなだいちゃんの為に作られたコーナー。オカルト全般（超常現象、心霊現象、UFO、UMA、都市伝説、超能力、魔術、古代文明、スピリチュアル等）、ありとあらゆるミステリーについて取り上げるコーナー。

### 中盤
リスナーから送られてきた普通のメッセージを紹介するコーナー。

### 曲紹介
メッセージコーナーの後に、きいやま商店のオリジナル曲が1曲放送される。稀に、CD化されていない曲や、メンバーが所属する別のバンドの曲、また別のミュージシャンの曲（番組にゲストか出演した場合、そのゲストの曲）が流される時もある。

### そっこー即興
リスナーからお題を自由に募集し、メンバーがその場で曲を作って歌うコーナー。基本的には3人でジャンケンをし、ジャンケンで勝ったメンバーが歌うルール。尚、番組にゲストが出演した場合は、強制的にゲストが歌わされる。

### エンディング
- 今後の予定の告知
- 罰ゲーム（一発ギャグ）
原則「そっこー即興」を行ったメンバー（前半に「早口」や「なぞなぞ」のコーナーがある場合は、その時の敗者）が、エンディングの罰ゲーム（一発ギャグ）を発表する。尚、番組にゲストが出演した場合は、強制的にゲストが一発ギャグを行なう。

## テーマソング
- オープニング:「きいやま商店知ってるかい?」
- エンディング:「行ってくるよ」

## ネット局
| 放送対象地域 | 放送局            | 備考                                          |
| ------------ | ----------------- | --------------------------------------------- |
| 沖縄県       | RBCiラジオ 制作局 | 土曜 19:00 - 19:30 再放送：木曜 21:30 - 22:00 |
| 熊本県       | 熊本放送          | 火曜 21:00 - 21:30 年度下半期のみネット       |

- 石川県の北陸放送でも毎週日曜 3:30 - 4:00（毎週土曜 27:30 - 28:00） 放送[3]されていたが、2022年3月27日（26日深夜）で放送終了となった。なお、これと入れ替えに、同じくRBCiラジオ制作の『ROCK BOTTOM』が翌週の4月4日（3日深夜）から毎週月曜0:30 - 1:00（日曜深夜24:30 - 25:00、RBCiラジオと同時間帯で放送）に放送されている。
- 2022年度下半期より熊本県の熊本放送が火曜 21:00 - 21:30にて下半期（ナイターオフ期）限定でネットを行なっている。2022年度は9月27日 - 2023年3月28日、2023年度は10月3日 - 2024年3月26日、2024年度は10月1日 - 。
- 2023年4月9日より大分県の大分放送が日曜 6:00 - 6:30にてネットを開始、2024年3月31日でネットを終了。